# Bodil Svendsen
Bodil Margrethe Svendsen (født Thirstedt 4. november 1916 i København) er en dansk kajakroer, der i 1948 i London sammen med Karen Hoff blev verdensmester i 500 m toerkajak.
Bodil Margrethe Svendsen dyrkede kajakroning på eliteplan fra sidst i 1930'erne til begyndelsen af 1950'erne. De første store resultater opnåede hun ved VM 1938 i Vaxholm, hvor hun vandt to bronzemedaljer i henholdsvis 600 m ener- og toerkajak, sidstnævnte sammen med Ruth Lange. Hendes sidste store internationale konkurrence var i 500 m enerkajak ved OL 1952 i Helsinki, hvor hun blev nummer fem.
Hun forsøgte også at komme med til OL 1956 i Melbourne, men Tove Søby sikrede sig denne plads (og vandt bronze ved legene).
Hun var gift med kajakroeren Axel Svendsen; begge stillede de op for Kastrup Kajak Klub.